# Héctor Morales Altamirano
Héctor Aníbal Morales Altamirano (Quito, Ecuador; 15 de julio de 1944 – ibídem, 23 de septiembre de 1993) fue un futbolista y entrenador ecuatoriano.

## Biografía
Nació en Quito el 15 de julio de 1944. Realizó sus estudios secundarios en el Instituto Nacional Mejía. Se tituló como Ingeniero electrónico y como director técnico profesional.
Falleció el 23 de septiembre de 1993 en Quito, tras ser víctima de un asesinato.

## Trayectoria

### Como futbolista
Se formó en Liga Deportiva Universitaria de Quito desde 1960, pasando por las divisiones menores hasta 1963, año en que fue promovido al primer equipo. Jugó con Liga hasta 1968.
En 1966 se unió a Emelec, pero en 1967 regresó a Liga de Quito, donde permaneció hasta 1968.
En 1969 reforzó a Sociedad Deportivo Quito en la Copa Libertadores 1969. Posteriormente jugó con Universidad Católica entre 1969 y 1971, y finalmente con El Nacional en 1972 y 1973, donde concluyó su carrera como jugador.

### Como entrenador
Inició su carrera como director técnico en 1973 con El Nacional, club con el que obtuvo el título del Campeonato Ecuatoriano. En 1974 fue reemplazado por el brasileño Otto Vieira.
En 1975 dirigió a Universidad Católica. Luego viajó a Europa a capacitarse, y en 1977 regresó a El Nacional, con el cual logró el bicampeonato nacional en 1977 y 1978.
En 1979 asumió la dirección técnica de la Selección de fútbol de Ecuador y participó en la Copa América 1979.
En 1981 dirigió al Barcelona Sporting Club, obteniendo el título nacional de ese año.
Posteriormente dirigió a varios equipos ecuatorianos: Deportivo Cuenca, Liga de Quito, Macará y Deportivo Quito.

## Clubes

### Como futbolista
| Club                 | País    | Años      |
| -------------------- | ------- | --------- |
| Liga de Quito        | Ecuador | 1960–1968 |
| Emelec               | Ecuador | 1966      |
| Deportivo Quito      | Ecuador | 1969      |
| Universidad Católica | Ecuador | 1969–1971 |
| El Nacional          | Ecuador | 1972–1973 |

### Como entrenador
| Club / Selección     | País    | Años      |
| -------------------- | ------- | --------- |
| El Nacional          | Ecuador | 1973–1974 |
| Universidad Católica | Ecuador | 1975      |
| El Nacional          | Ecuador | 1977–1978 |
| Selección de Ecuador | Ecuador | 1979      |
| Barcelona SC         | Ecuador | 1981–1982 |
| Liga de Quito        | Ecuador | 1985      |
| Deportivo Cuenca     | Ecuador | 1986      |
| Macará               | Ecuador | 1989      |
| Deportivo Quito      | Ecuador | 1991      |

## Palmarés

### Como entrenador

#### Campeonatos nacionales
| Título                 | Club        | País    | Año  |
| ---------------------- | ----------- | ------- | ---- |
| Campeonato Ecuatoriano | El Nacional | Ecuador | 1973 |
| Campeonato Ecuatoriano | El Nacional | Ecuador | 1977 |
| Campeonato Ecuatoriano | El Nacional | Ecuador | 1978 |
| Campeonato Ecuatoriano | El Nacional | Ecuador | 1981 |